# Gemeentestadion Lod
Het Gemeentestadion Lod (Hebreeuws: אצטדיון עירוני לוד) is een multifunctioneel stadion in Lod, een stad in Israël. 
Het stadion werd geopend in 1984. In het stadion is plaats voor 4.000 toeschouwers.
Het stadion wordt vooral gebruikt voor voetbalwedstrijden, de voetbalclub Hapoel Bnei Lod maakt gebruik van dit stadion. Dit stadion werd gebruikt voor het Europees kampioenschap voetbal vrouwen onder 19 van 2015. Er staan ook wedstrijden gepland op het Europees kampioenschap voetbal mannen onder 17 van 2022.